# ピストゥ
ピストゥ(pistou)は、ニンニクと新鮮なバジル、オリーブ油から作るプロヴァンスの冷たいソースである。最近のレシピでは、パルメザンチーズやペコリーノ等の固いチーズを加えることもある。

## 語源と歴史
オック語のプロヴァンス方言では、Pistouは「叩いて粉々にする」という意味である。
このソースは、伝統的にニンニク、バジル、松の実、ペコリーノ・サルド、オリーブ油を乳鉢で混ぜて作るリグーリア州のペスト・ジェノヴェーゼに由来している。これらの違いは、ピストゥには松の実が入っていないことである
。

## 使用

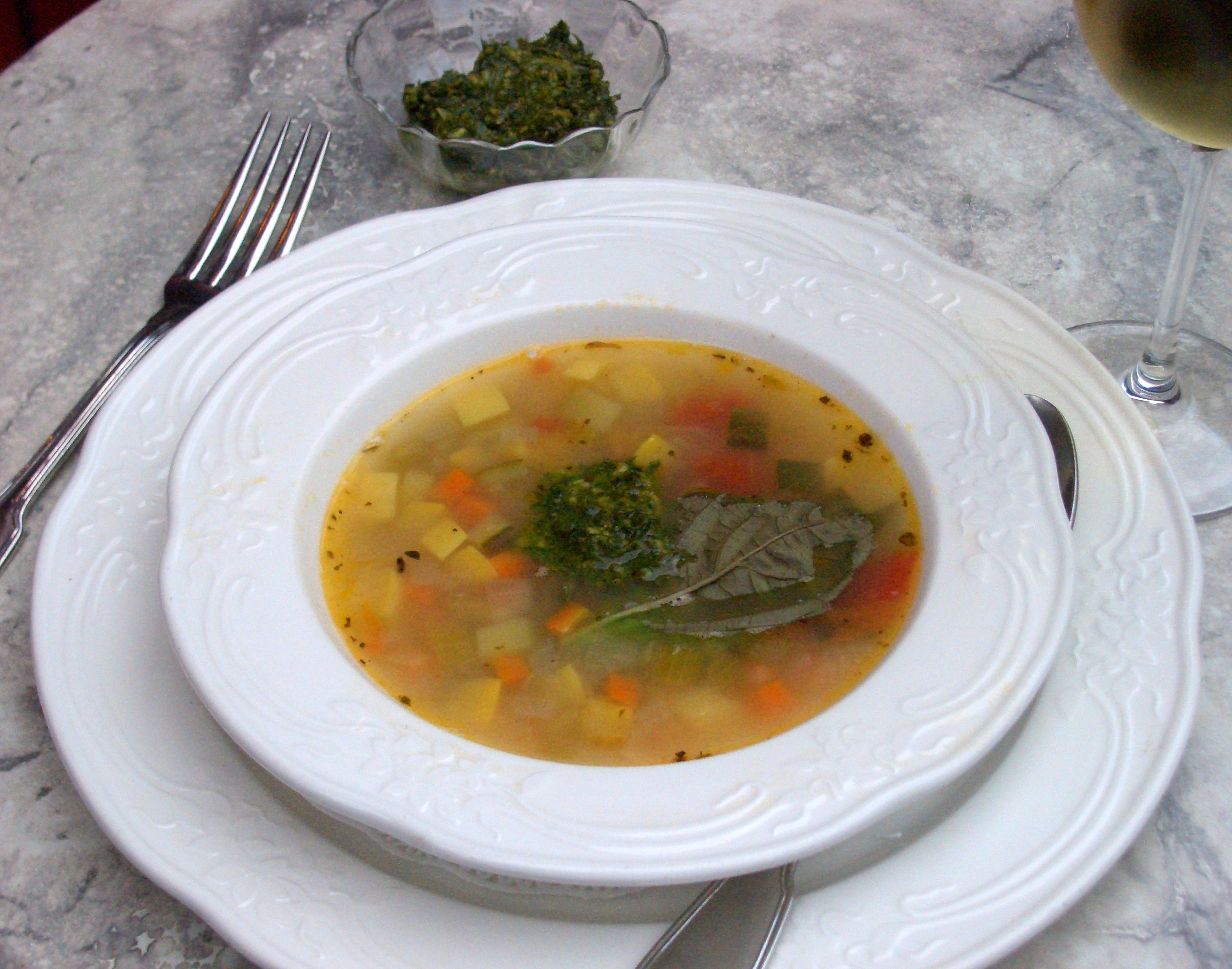
soupe au pistou

ピストゥはフランスのプロヴァンス地方の代表的なソースであり、ミネストローネに似たスープsoupe au pistouに提供する直前に加えられる。
一部の地域では、パルメザンチーズが代用される。ニースでは、グリュイエールチーズ、リグーリア州では羊乳から作るペコリーノが用いられる。どんなチーズを用いるにしても、スープのような熱い液体の中に入った時に溶けて伸びないものが好まれる。